# Hopewell (Nueva York)
Hopewell es un pueblo ubicado en el condado de Ontario en el estado estadounidense de Nueva York. En el año 2000 tenía una población de 3,346 habitantes y una densidad poblacional de 36 personas por km².

## Geografía
Hopewell se encuentra ubicado en las coordenadas 42°53′37″N 77°11′46″O / 42.89361, -77.19611.

## Demografía
Según la Oficina del Censo en 2000 los ingresos medios por hogar en la localidad eran de $41,604 y los ingresos medios por familia eran $46,452. Los hombres tenían unos ingresos medios de $30,575 frente a los $23,354 para las mujeres. La renta per cápita para la localidad era de $16,899. Alrededor del 7.6% de la población estaban por debajo del umbral de pobreza.

## Personalidades célebres
- Henry Morrison Flagler